# Демиховский машиностроительный завод
АО «О́рдена Трудово́го Кра́сного Зна́мени Де́миховский машинострои́тельный заво́д» — главное предприятие железнодорожного машиностроения России по разработке и серийному производству электропоездов пригородного и областного сообщения постоянного и переменного тока. «ДМЗ» выпускает 75 % всех электропоездов, производимых в России, и является крупнейшим в Европе заводом по количеству строящихся вагонов электропоездов. Расположен в деревне Демихово городского округа Орехово-Зуево Московской области. Входит в состав «Трансмашхолдинга».
С момента своего основания в мае 1935 года профиль завода менялся несколько раз. Это были этапы деятельности в области химического машиностроения, торфяной промышленности; начиная с 1992 года основными видами выпускаемой здесь продукции являются электропоезда постоянного тока напряжением 3000 В и переменного тока напряжением 25 кВ 50 Гц. Всего за период своей деятельности в качестве электровагоностроительного завода АО «ДМЗ» освоено производство семнадцати типов поездов, выпущено более трёх тысяч вагонов пригородных поездов, эксплуатируемых в России, Украине, Белоруссии и Казахстане.

## История
Предприятие образовано в 1935 году решением Наркомата тяжёлой промышленности СССР о создании чугунолитейного и механического завода в тресте «Оргхиммонтаж». В корпусе бывшей шёлкоткацкой фабрики Ветровых в деревне Демихово было открыто небольшое предприятие по изготовлению химической аппаратуры. Численность рабочих составляла около ста человек.

Дореволюционное здание шелкоткацкой фабрики на территории современного ДМЗ

В декабре 1936 года завод был передан в Наркомат оборонной промышленности, в апреле 1937 года входил в состав «Торфстроймеханизации» Наркомтяжпрома. В 1938—1939 годах на предприятии было налажено литейное производство чугуна. Осуществлялись отливки для торфяной промышленности: затворы, молотки дробилок, вкладыши, буксы. Численность завода в 1940 году составляла 338 человек.
Постановлением СНК СССР от 10 мая 1940 года предприятие было подчинено вновь образованному Всесоюзному машиностроительному тресту по производству запасных частей и вспомогательного оборудования для электростанций и машин для торфопредприятий «Энерготорфмаш» Наркомата электростанций СССР. ДМЗ производил тендерные баки для паровозов узкой колеи, барабанные лебедки, грейферы, дробилки, гидромассомеры, запасные части для электростанций и торфоуборочных машин.
С началом Великой Отечественной войны завод, не прекращая производства ранее выпускаемой продукции, выполнял военные заказы. В октябре — ноябре 1941 года основное оборудование эвакуировано на Урал.
В конце декабря 1941 года было получено paспоряжение Совнаркома СССР о восстановлении ДМЗ. Завод из треста «Энерготорфмаш» был передан в ведение Главного управления запасных частей и ремонтов («Главэнергозапчасть») Наркомата электростанций СССР. Директором предприятия был назначен Владимир Георгиевич Зудин (1942—1953). В марте 1942 года возобновилось производство подвесных баков для самолётов, прицепных цистерн к автомобилям, головных частей снаряда для реактивной установки «Катюша», торфоуборочных машин.
В 1947 году был спроектирован торфовозный вагон Хоппер, выпуск которого был начат с марта 1948 года, а также торфоуборочная машина ТУМ-3. В 1949—1951 создавались конструкции пассажирского вагона, щеточного и плужного снегоочистителей. Резко увеличились темпы роста объёмов товарной продукции, выпуска чугунного литья.
В 1953—1979 годах руководителем ДМЗ был Александр Андреевич Лопухин. В послевоенные годы на предприятии получило развитие производство узкоколейных вагонов. Это был единственный в стране завод, изготавливавший подвижной состав для железных дорог колеи 1000, 900, 750 мм: грузовые и пассажирские вагоны общего назначения. В 1950-е годы выпускались платформы грузоподъемностью 8 тонн, вагоны-цистерны грузоподъемностью 10 тонн, пассажирские вагоны, путеукладчики, мотодрезины четырёх видов, электротепловозы.

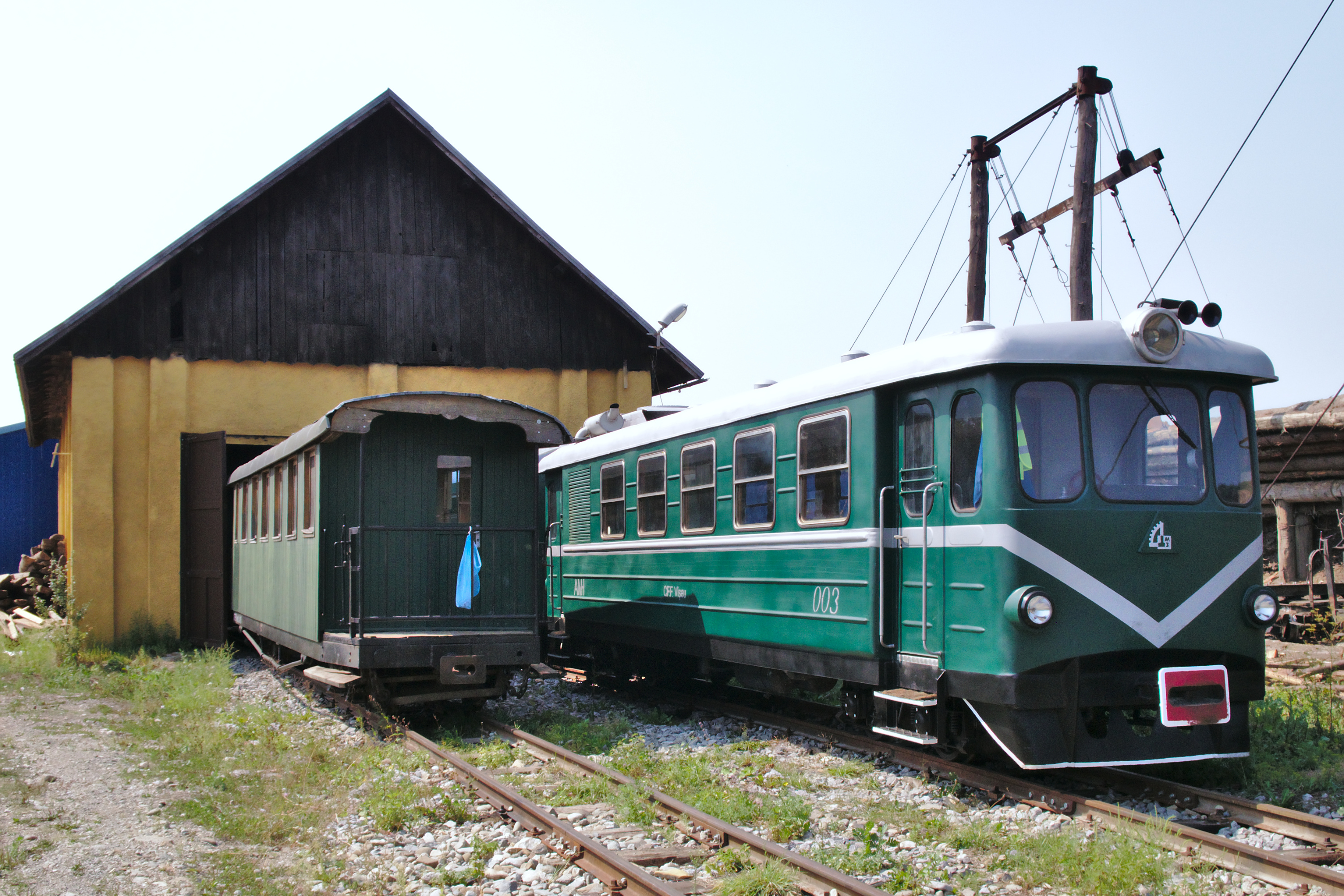
АМ1 постройки 1962—1972 годов

В 1960-е годы производили вагоны с механизированным открытием-закрытием крышек люков, 40-местные пассажирские вагоны, а также — вагоны-столовые, вагоны-цистерны, крытые вагоны, платформы грузоподъёмностью 20 тонн, автомотрисы АМ1.
В 1973 году на заводе был начат выпуск четырёхосных вагонов-самосвалов (думпкаров) колеи 1520 мм. Предприятие ежегодно выпускало 1550 вагонов-самосвалов широкой колеи и 6000 вагонов всех типов узкой колеи. В 1970-е годы производили сцепы для перевозки леса в хлыстах, вагоны-самосвалы колеи 1520 мм грузоподъёмностью 60 тонн, узкоколейные думпкары. В 1973 году для узкоколейной железной дороги Боржоми — Бакуриани на заводе изготовили вагоны — пассажирские, почтово-багажные, полувагоны, крытые вагоны и платформы колеи 900 мм. В 1977 году для лесной промышленности выпускались вагоны, позволяющие перевозить бревна длиной от 8 до 24 метров.
В 1979—1987 годах директором ДМЗ был Валентин Антонович Калинин. Особое внимание в этот период уделялось повышению эффективности производства за счёт технического перевооружения и реконструкции предприятия, механизации и автоматизации, внедрению новой техники и прогрессивных технологических процессов, рациональному использованию производственного и научно-технического потенциала. В 1985 году завод награждён орденом Трудового Красного Знамени.
В последующий период (1987—2003) генеральным директором Демиховского машиностроительного завода стал Сергей Васильевич Ильин. С конца 1987 года завод находился в составе Министерства тяжелого энергетического и транспортного машиностроения, а с 1989 года — Министерства транспортного машиностроения. Основная продукция в те годы — грузовые вагоны-самосвалы широкой колеи для перевозки руды, гравия и других сыпучих грузов (63,4 % от всего товарного выпуска); узкоколейные грузовые вагоны для перевозки торфа и леса, платформы, пассажирские вагоны для перевозки рабочих бригад, вагоны-столовые.
С 1986 года  на предприятии происходило перепрофилирование производства. Новая технология перевозок — эксплуатация 12- и 14-вагонных электропоездов — потребовала срочного развития производства подвижного состава. Рижский вагоностроительный завод, основной в СССР производитель пригородных электропоездов, явно не справлялся с возросшим спросом, а с распадом Союза и вовсе оказался за границей. Производство электропоездов было развёрнуто на ДМЗ.

## Акционерное общество Демиховский машиностроительный завод

### Производство электропоездов

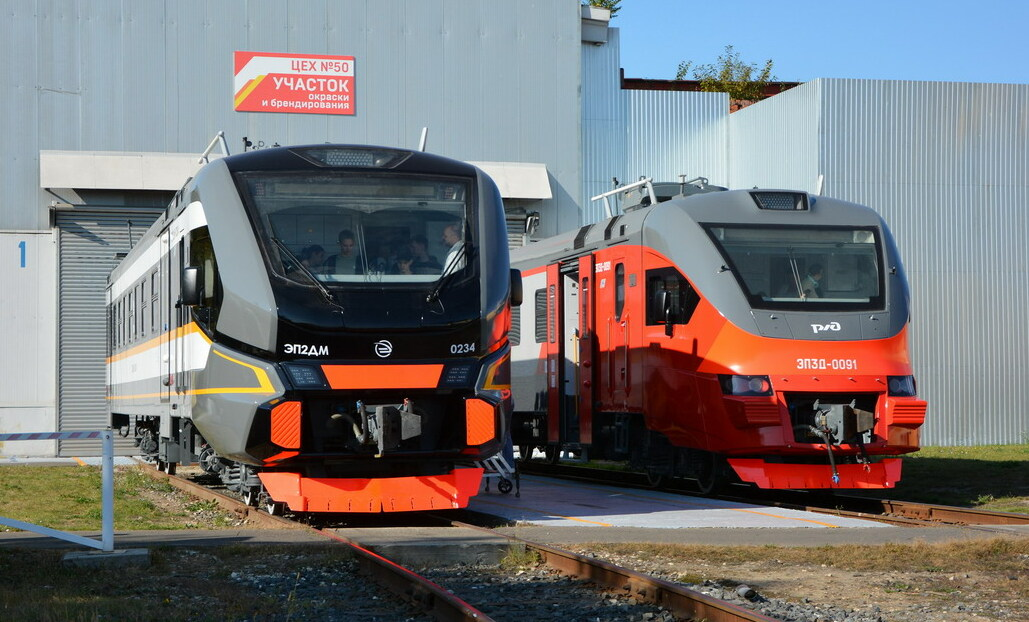
Головные вагоны электропоездов ЭП2ДМ-0234 и ЭП3Д-0091

В конце 1992 года был произведён первый прицепной вагон с заводской маркировкой «ЭД» — с 1993 года завод приступил к серийному выпуску вагонов электропоездов. 30 октября 1993 года на заводе был произведён первый полносоставный электропоезд ЭД2Т-0001 российского производства.
В 1999 году предприятие преобразовано в АО «Демиховский машиностроительный завод», специализирующемся на производстве железнодорожных локомотивов и подвижного состава.
В 2005 году завод вошёл в состав «Трансмашхолдинг», крупнейшей компании в России в области разработки и производства подвижного состава.
В 2006 году Демиховский машиностроительный завод произвёл и реализовал 571 вагон электропоездов (типов ЭД4М, ЭД9М, ЭД4МК). Различных запасных частей 
В 2007 году Демиховский машиностроительный завод произвел и реализовал 630 вагонов электропоездов типов ЭД4М, ЭД9М, ЭД9МК.
В 2006 году предприятие представило свою новую разработку — ЭД4МКМ. В 2008 году сертифицирована версия этого электропоезда, предназначенная для интермодальных перевозок (ЭД4МКМ-АЭРО). С 2010 года в эксплуатацию запущены электропоезда  переменного тока ЭД9Э с экономичной энергосберегающей схемой. Идёт планомерная модернизация подвижного состава.
В 2015 году начались работы по созданию нового пригородного электропоезда ЭП2Д. Электропоезд создан как преемник электропоездов ЭД4М 500-й серии в соответствии с новыми требованиями по безопасности в странах Таможенного союза, и предназначен для пассажирских перевозок на участках с шириной колеи 1520 мм, электрифицированных постоянным током напряжением 3000 В. Поезд может работать на линиях как с высокими, так и с низкими платформами. Рассматривается возможность создания аналогичного ЭП2Д электропоезда переменного тока ЭП3Д (на базе ЭД9Э) и дизель-электропоезда.
В январе 2021 года генеральным директором ДМЗ назначен Андрей Борисович Степнов, до этого возглавлявший Октябрьский электровагоноремонтный завод (ОЭВРЗ), с сохранением должности генерального директора ОЭВРЗ.
В декабре 2020 года завод отметил выпуск юбилейного десятитысячного вагона электропоезда — им стал головной вагон ЭП2Д №0135.
За 2023 год Демиховский машиностроительный завод реализовал 528 вагонов электропоездов, включая 178 вагонов модели ЭП2ДМ, что на 23 % превышает показатель 2022 года.
| Электропоезда | Электропоезда        | Электропоезда             | Электропоезда | Электропоезда |
| Изображение   | Модель и модификации | Годы производства         | Примечания |               |
| ------------- | -------------------- | ------------------------- | --- | ------------- |
|               | ЭД2Т ЭД9Т ЭД4        | 1993—2002                 | Пригородные поезда постсоветского образца |               |
|               | ЭД4М ЭД9М ЭД9Э       | 1997—2012                 | Серийное производство модернизированных поездов раннего выпуска. С 1999 года выпускалась комфортабельная модификация с улучшенной отделкой салона — ЭД4МК                                                          |               |
|               | ЭД4МКМ-АЭРО          | 2007—2009                 | Поезда выпущены по контракту с ООО «Аэроэкспресс», произведено 7 составов |               |
|               | ЭД4М-0500 ЭД9Э       | 2011—2014                 | Производство поездов с изменённой маской кабины происходило в 2014 году. Поездов типа ЭД4М было выпущено три состава (№ 0501-№ 0503), не считая опытного образца (№ 0500) и пять поездов типа ЭД9Э (№ 0028-№ 0032) |               |
|               | ЭД4М ЭД9М ЭД9Э       | 2012—2016                 | Серийное производство модернизированных поездов с изменённой маской кабины позднего выпуска |               |
|               | ЭП2Д ЭП3Д            | 2016 — по настоящее время | Серийно выпускаются по настоящее время, с 2023 года производится модернизированная версия ЭП2ДМ. |               |

### Электропоезда и прочая продукция
Электропоезда постоянного тока:
- ЭД2Т
- ЭД4 и его модификации
- ЭД6 (опытный)
- ЭП2Д
- ЭП2ДМ

Электропоезда переменного тока:
- ЭД1
- ЭД9 и его модификации
- ЭП3Д

Дизельные поезда:
- ДП2Д (опытный)

### Прочая продукция
Вагоны и автомотрисы для узкоколейных железных дорог
- АМ1
- ПВ40